# Dejanira Bada

Dejanira Bada durante una presentazione alla Milano Design Week

Dejanira Bada (Jesi, 13 gennaio 1984) è una scrittrice e giornalista italiana divulgatrice e istruttrice certificata di Protocolli Mindfulness e insegnante di Yoga e Meditazione.

## Biografia
Alterna la sua attività letteraria con l’insegnamento della Mindfulness, del Protocollo MBSR e dello Yoga. Dopo il suo romanzo d’esordio, Il silenzio di ieri, scritto in forma diaristica, pubblica il romanzo Storia di un uomo vescica, con la prefazione di Andrea G. Pinketts, con cui si è imposta in numerosi premi letterari nazionali. Come saggista ha pubblicato con case editrici quali Giunti, Gribaudo/Feltrinelli, Piemme, per il Corriere della Sera. Si occupa prevalentemente di cultura orientale, meditazione, mindfulness e della relazione tra misticismo cristiano e il pensiero filosofico orientale. Nel tempo ha lavorato in diverse redazioni di giornali e periodici scrivendo di musica, arti visive e cultura.

## Opere
- Il silenzio di ieri, prima edizione Koi press, 2017, ripubblicato da Ctl, Livorno, 2021
- Storia di un uomo vescica, Villaggio Maori Edizioni, Catania, 2018
- Il pensiero tibetano. Comprendere la via buddhista alla pace della mente, Giunti, Firenze, 2021
- La vita. La gioia di esistere, Corriere della Sera (collana Meditazioni Quotidiane), Milano, 2023
- Il libro della consapevolezza. Yoga, meditazione e Mindfulness, Gribaudo/Feltrinelli, Milano, 2023
- I sentieri della meditazione. Cos'è cosa non è e perché ha cambiato il mondo, Piemme, Milano, 2024
- Il Libro tibetano dei morti, Giunti, Firenze, 2024 (prefazione)